# Paseo Colón (Lima)
La Avenida Nueve de Diciembre, ampliamente referida por su antiguo nombre Paseo Cristóbal Colón, es una avenida ubicada en el distrito de Lima, en la ciudad homónima, capital del Perú. Se extiende de oeste a este, a lo largo de cinco cuadras, conectando las plazas Bolognesi y Grau. En su recorrido se encuentra el local del Museo de Arte de Lima, el local del partido político Acción Popular, el Centro de Estudios Histórico Militares así como varios centros de educación superior y locales de agrupaciones políticas. El paseo Colón continúa el trazo de la avenida Arica, que viene por el oeste hasta la mencionada plaza Bolognesi, y luego de la plaza Grau, da lugar a la avenida Miguel Grau.
En julio de 2024 se inició el desvío del tránsito vehicular por las obras de la estación Central del Metro de Lima y Callao.

## Descripción
El lugar donde hoy se extiende el Paseo Cristóbal Colón constituía, durante la época virreinal el límite sur de la ciudad donde se levantaba la Muralla de Lima. En 1898, durante el gobierno del presidente, Nicolás de Piérola, se traza la avenida con el nombre de 9 de Diciembre y luego sería rebautizada como Paseo Colón por su carácter peatonal. Desde el momento de su trazo, el Paseo Colón era considerado una avenida aristocrática ya que se encontraba en medio del Parque de la Exposición. Como muestra de ello, las construcciones de la vía muestran aún sus decoraciones de estilo republicano. Sin embargo, esta vía sufrió un gran deterioro durante la década de los ochenta, pero tras las gestiones del exalcalde Alberto Andrade durante la década de los noventa, la vía se pudo recuperar, pero ahora con un corte más comercial con locales de partidos políticos, restaurantes y cafeterías.
Cuenta con varias esculturas de las cuales sólo la estatua de Cristóbal Colón (en la esquina con la avenida Inca Garcilaso de la Vega) se mantiene íntegra. La tradición popular limeña señala que en el balneario de Chorrillos existían varias estatuas de felinos pétreos más, luego de la guerra con Chile, las esculturas que quedaron íntegras fueron reubicadas en el Paseo Colón, frente al Museo de Arte con vista a la Plaza Grau. Posteriormente, esas estatuas fueron reubicadas en las escalinatas del Palacio de Justicia de Lima quedando en el Paseo Colón sólo sus bases de cemento.

## Esculturas
Se encuentran varias esculturas, destacado el monumento a Colón. También existen esculturas de las Estaciones y algunos vasos Medicis. Actualmente tiene 13 esculturas en el paseo Colón. A inicios del siglo XX tuvo 80 esculturas.

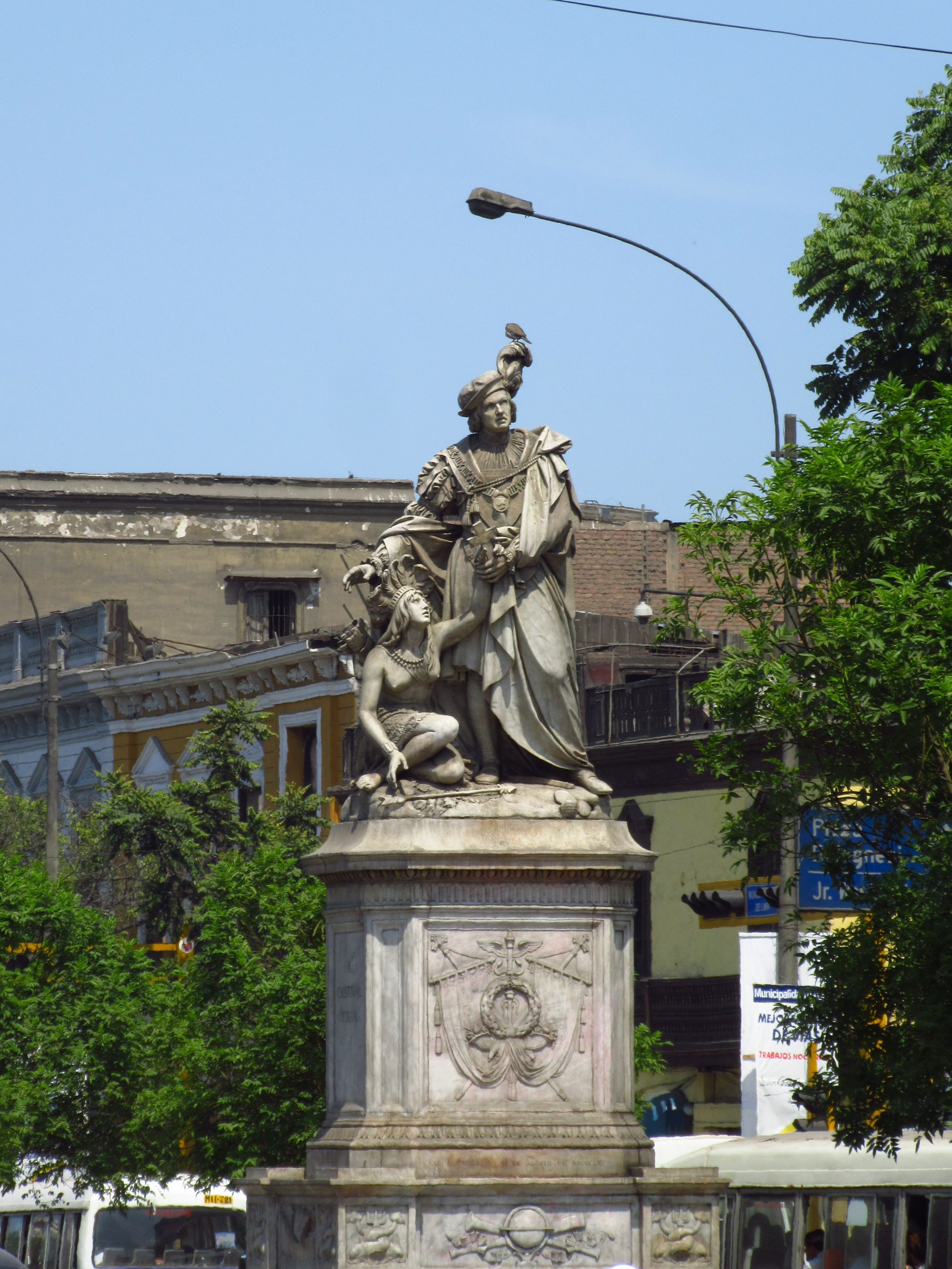
Monumento a Colón
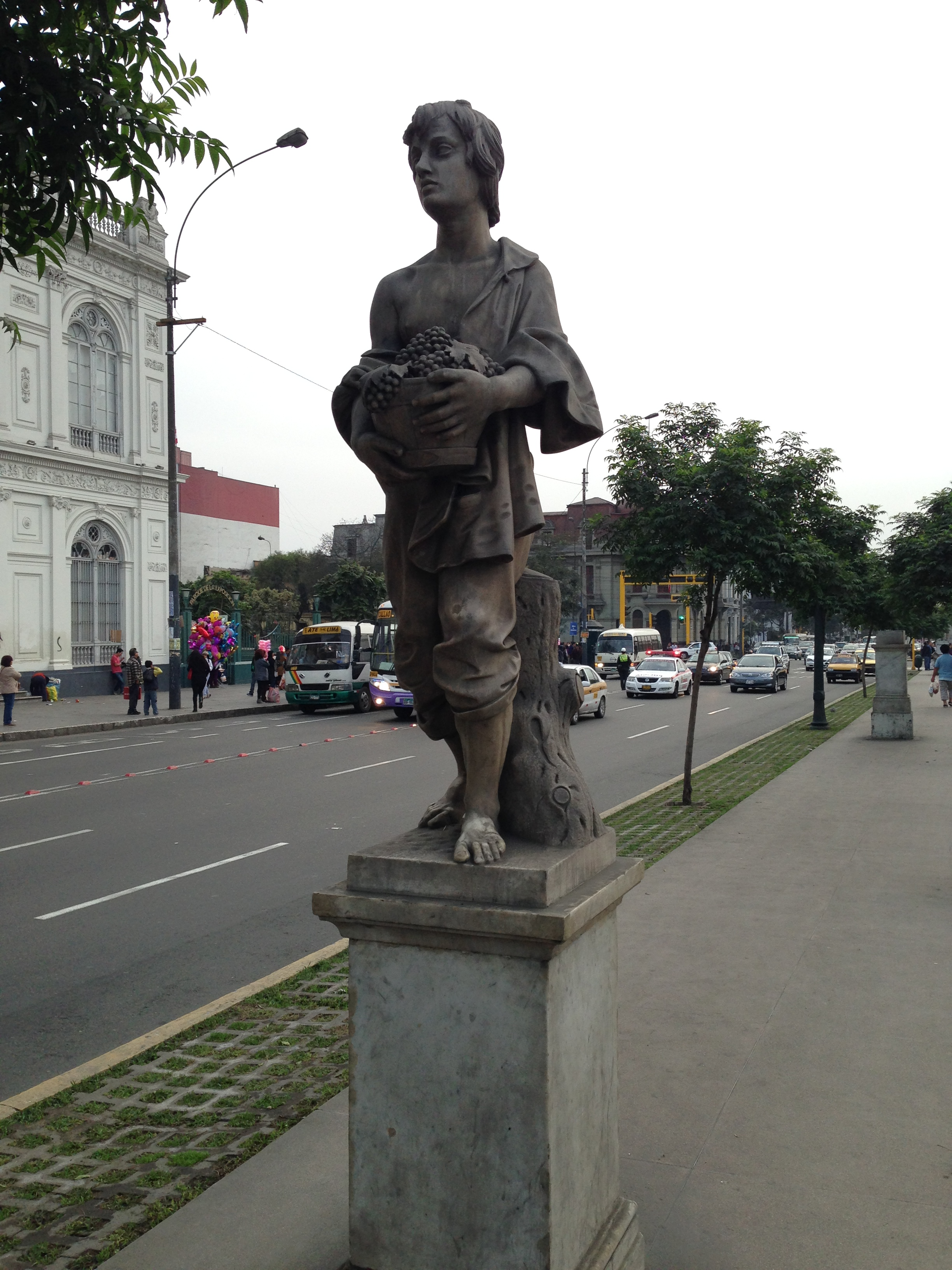
El otoño
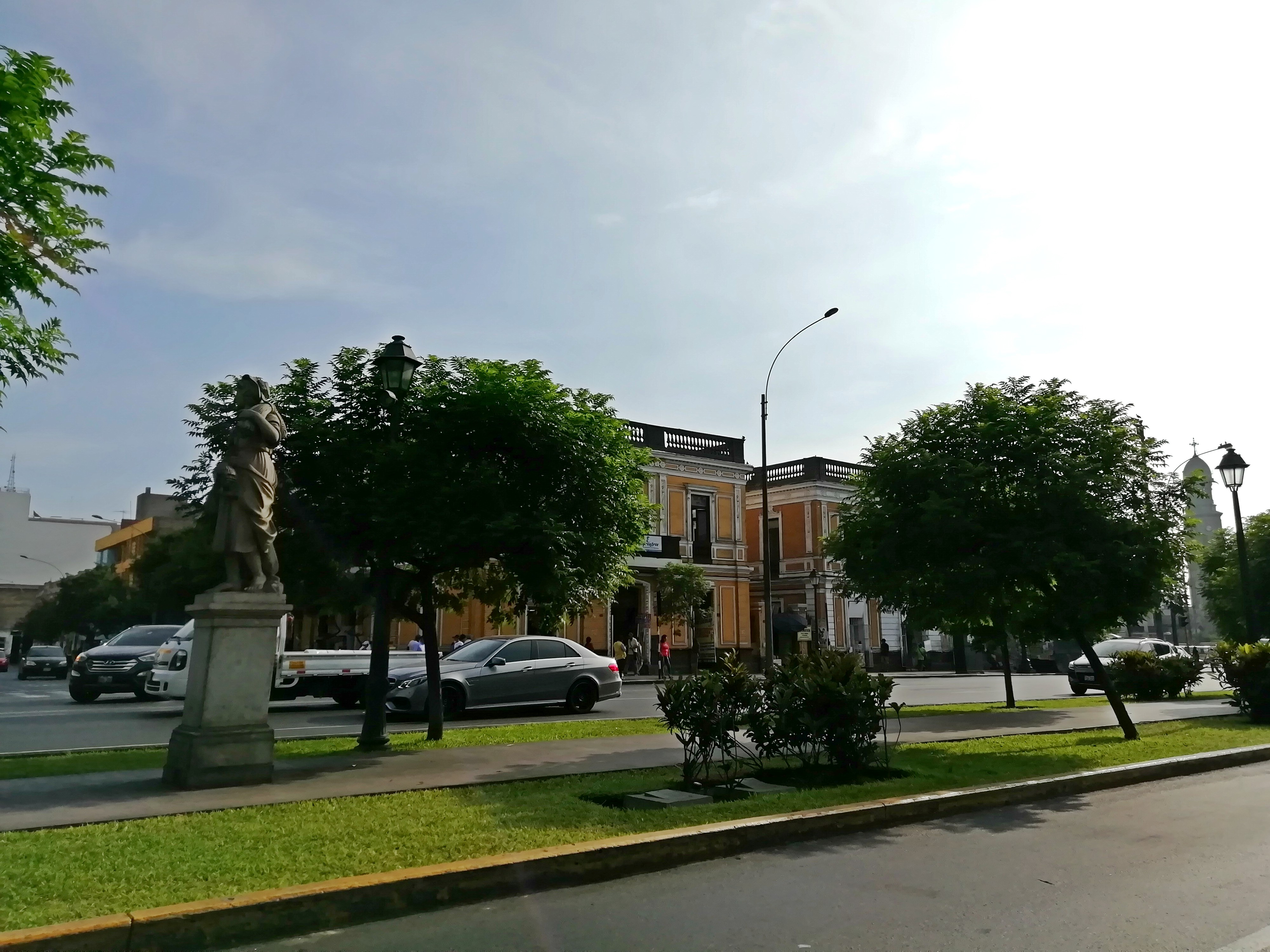
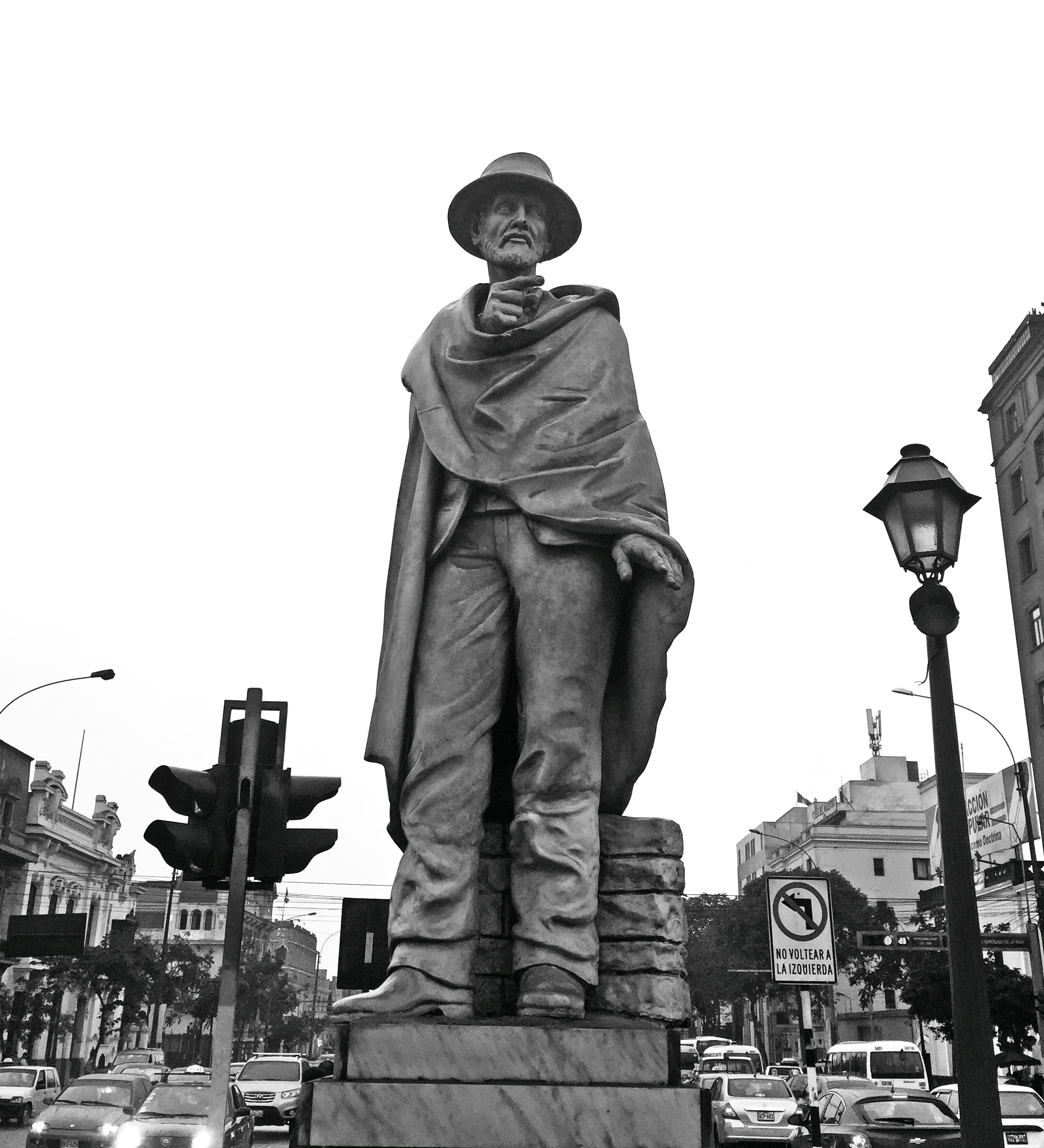
El invierno
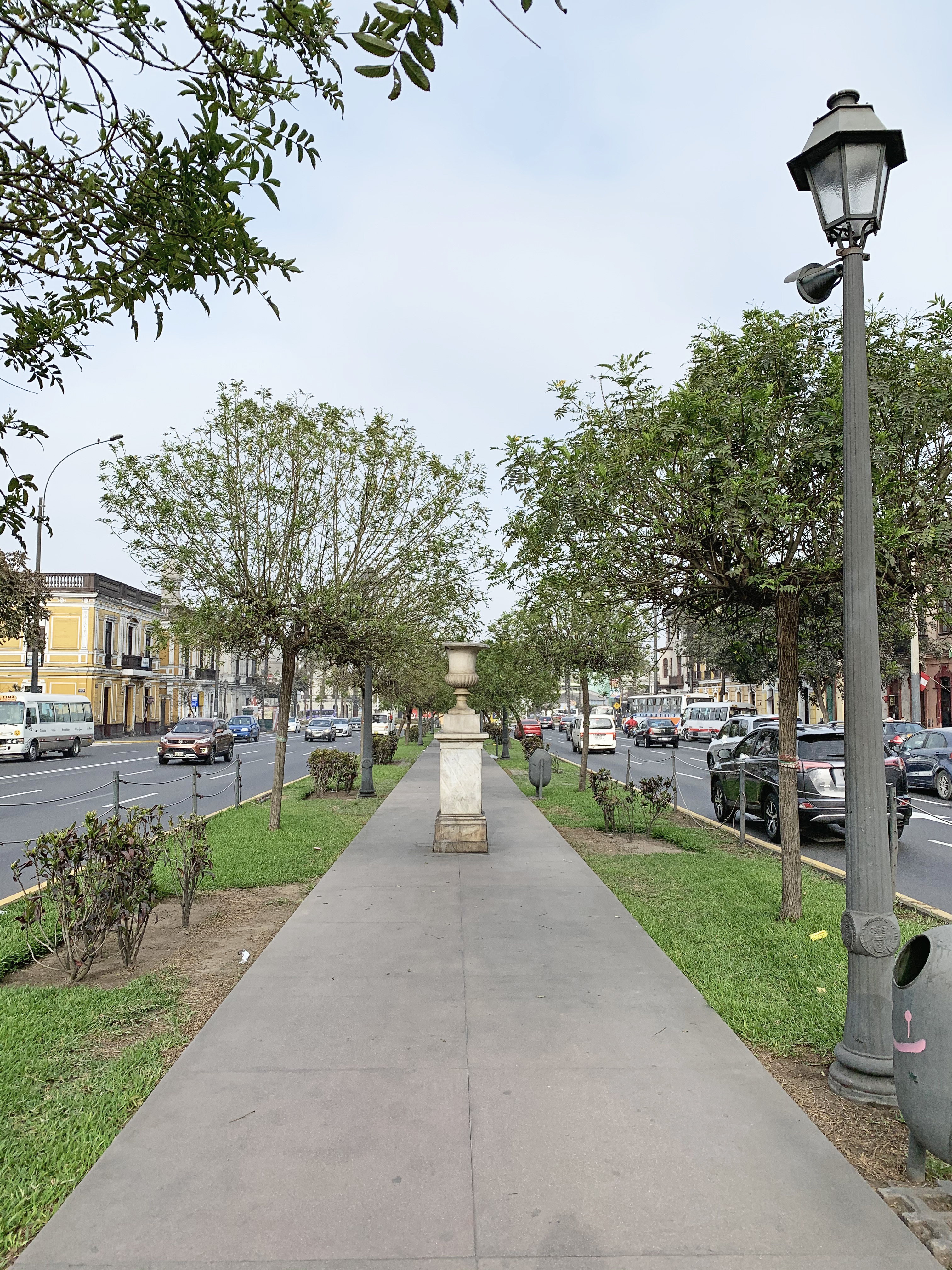
Jarrones de Mármol

## Galería

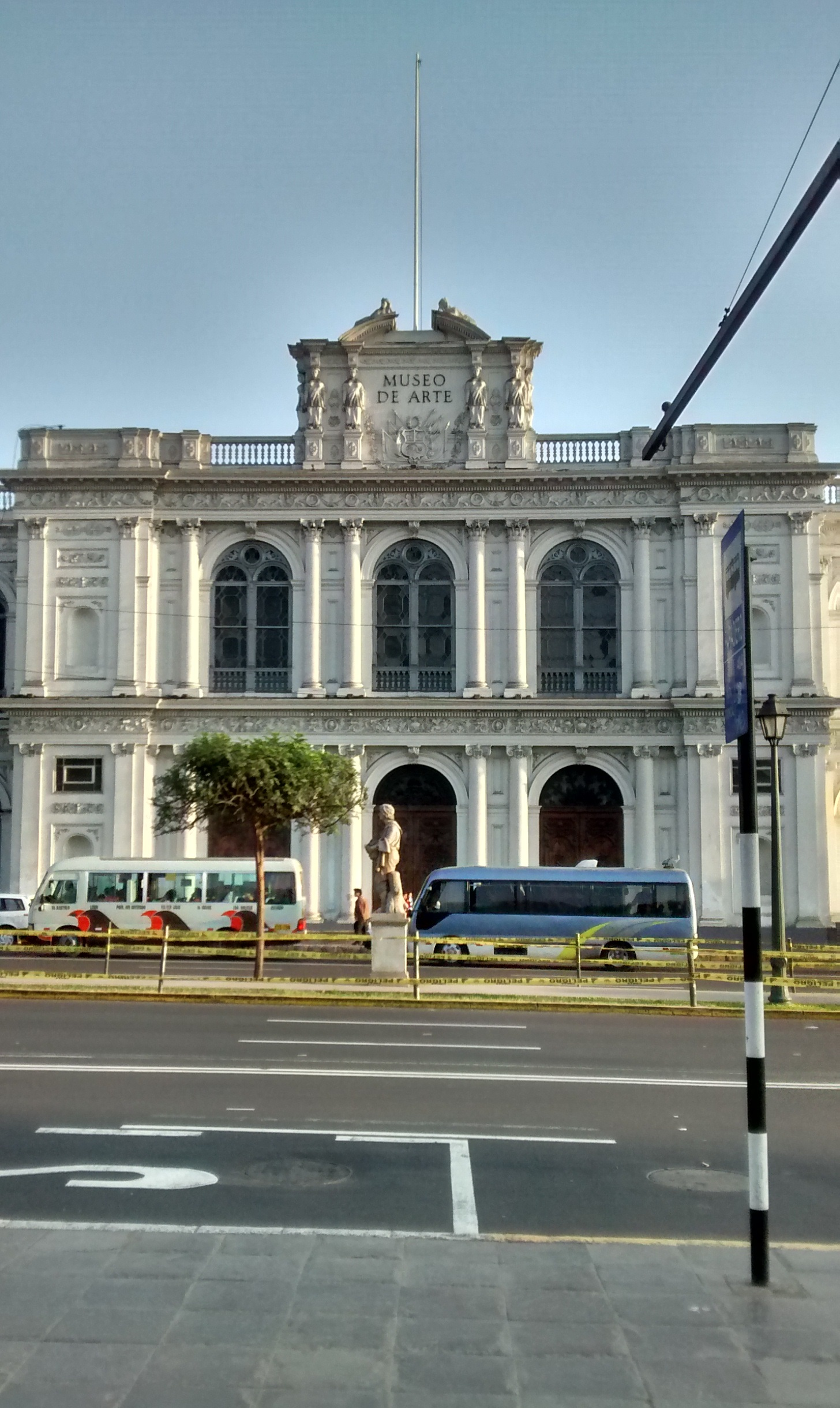
Palacio de la Exposición
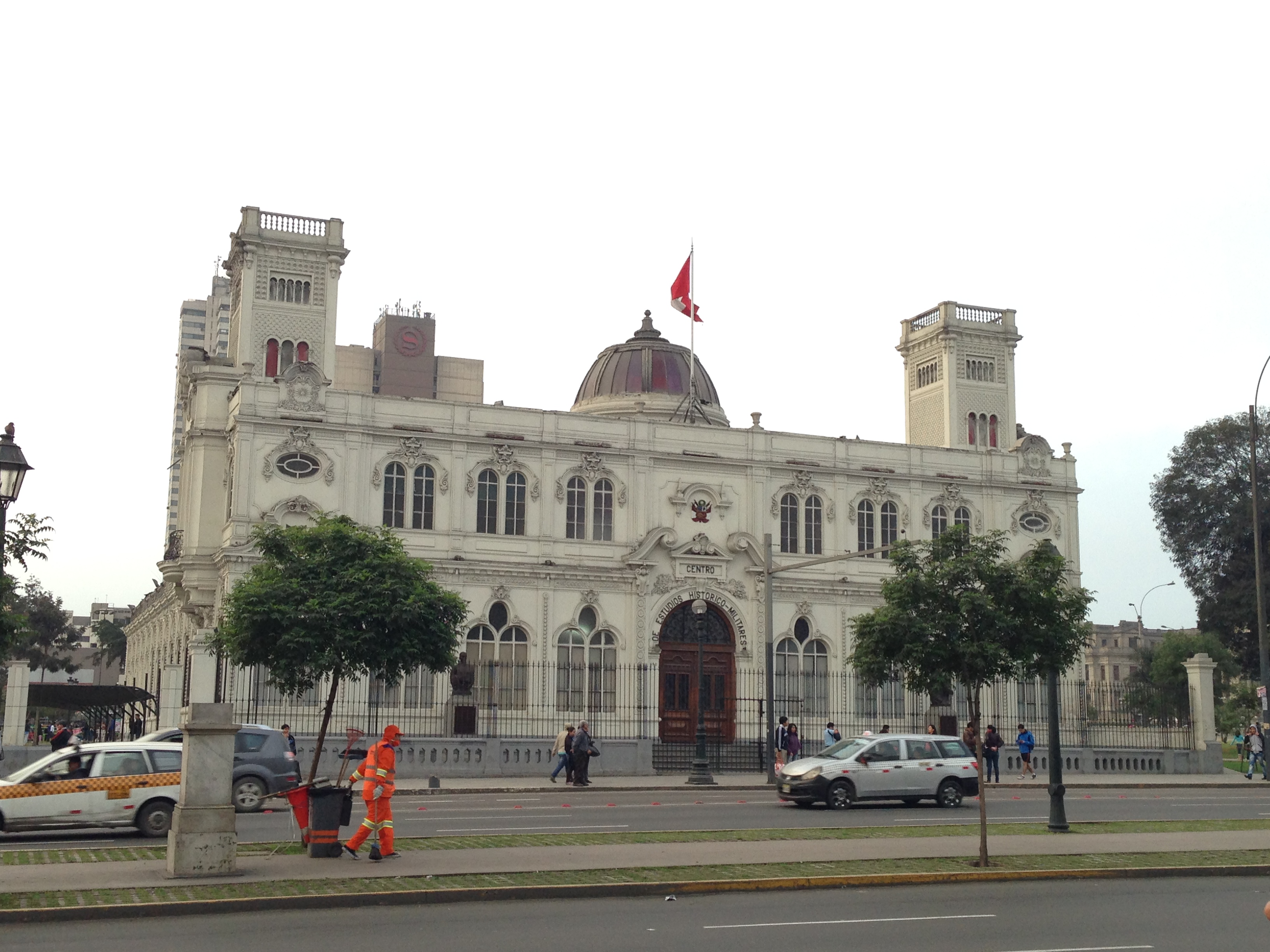
Pabellón de Perú de la Exposición Universal de 1900
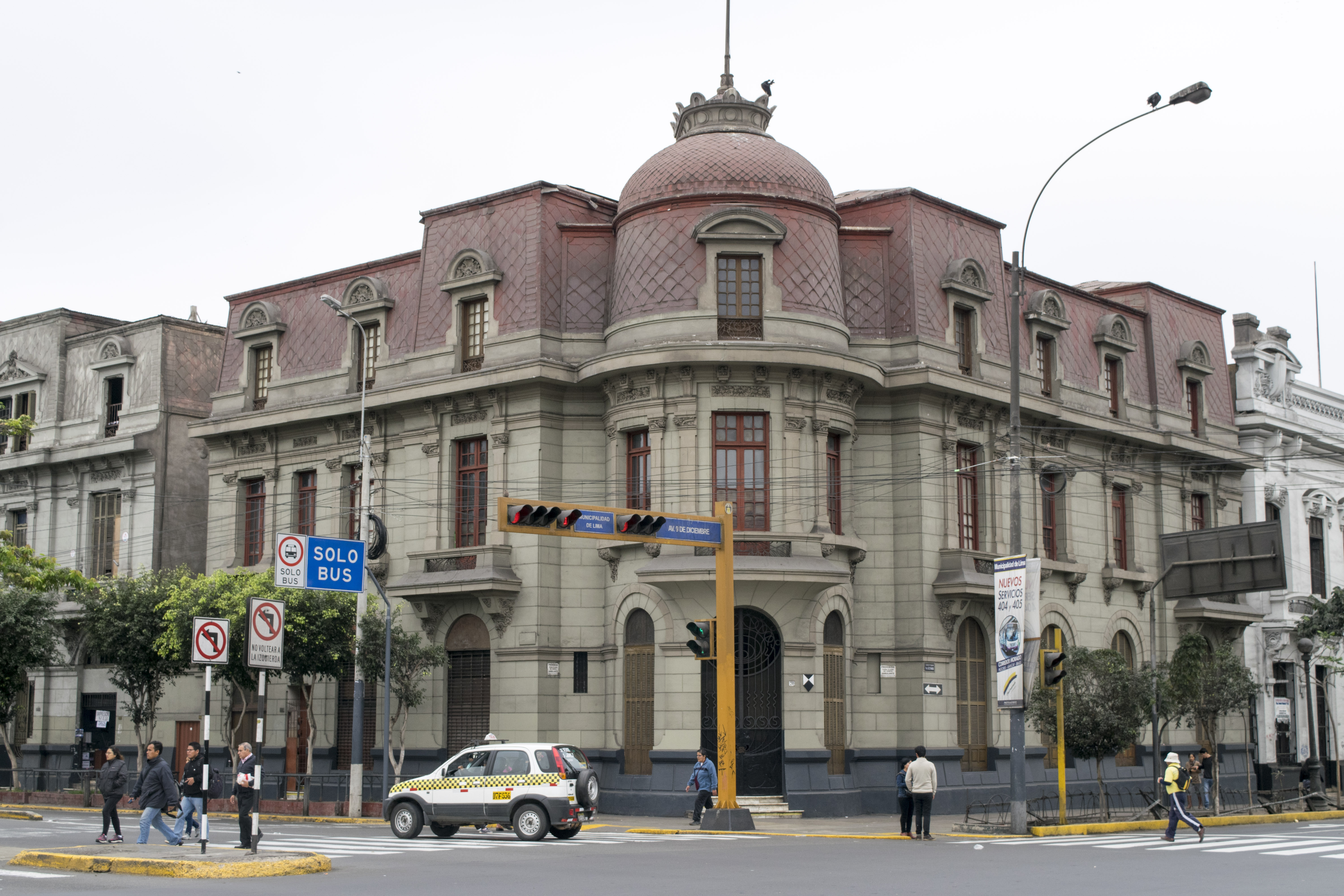
Casa Molina
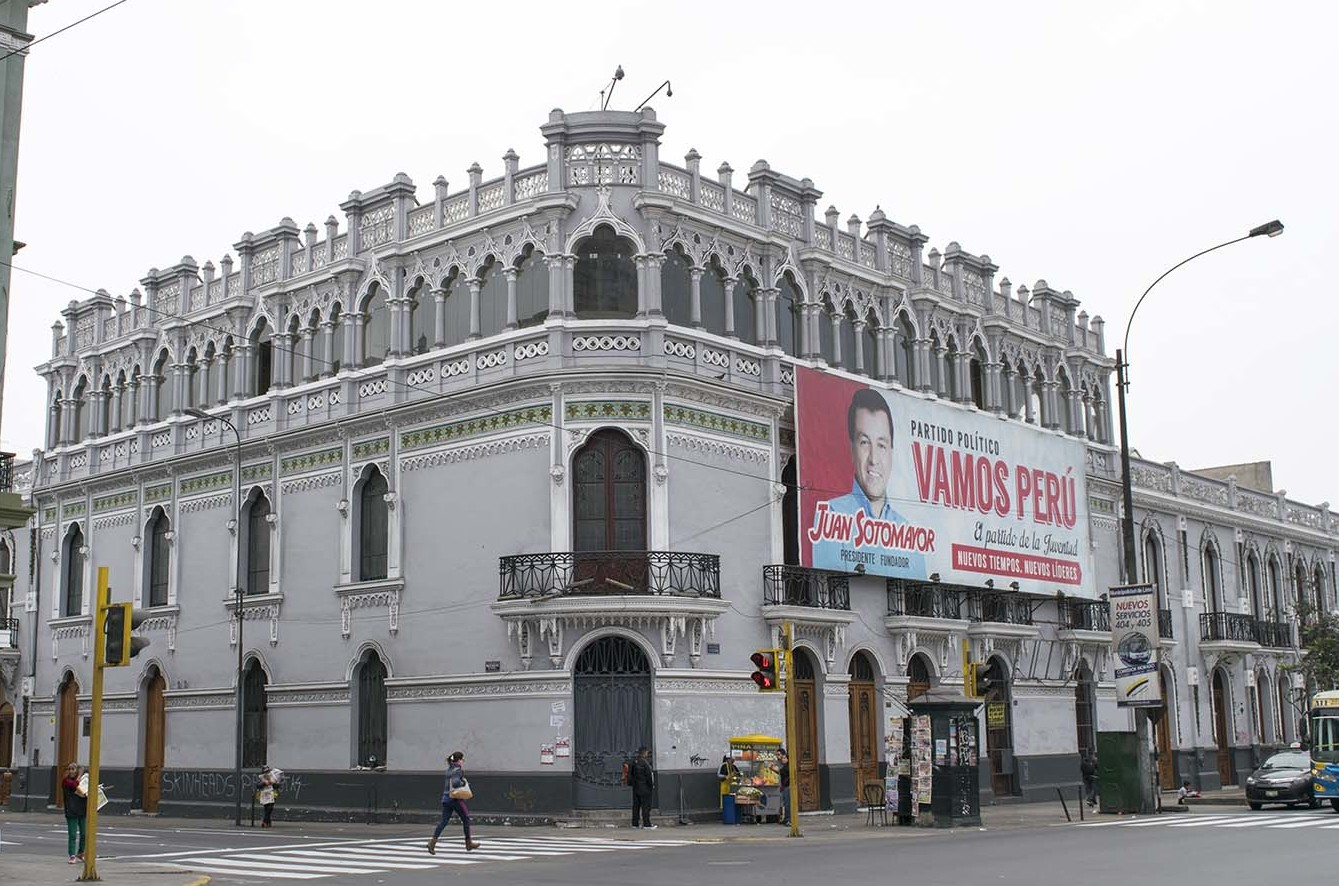
Casa Sal y Rosas
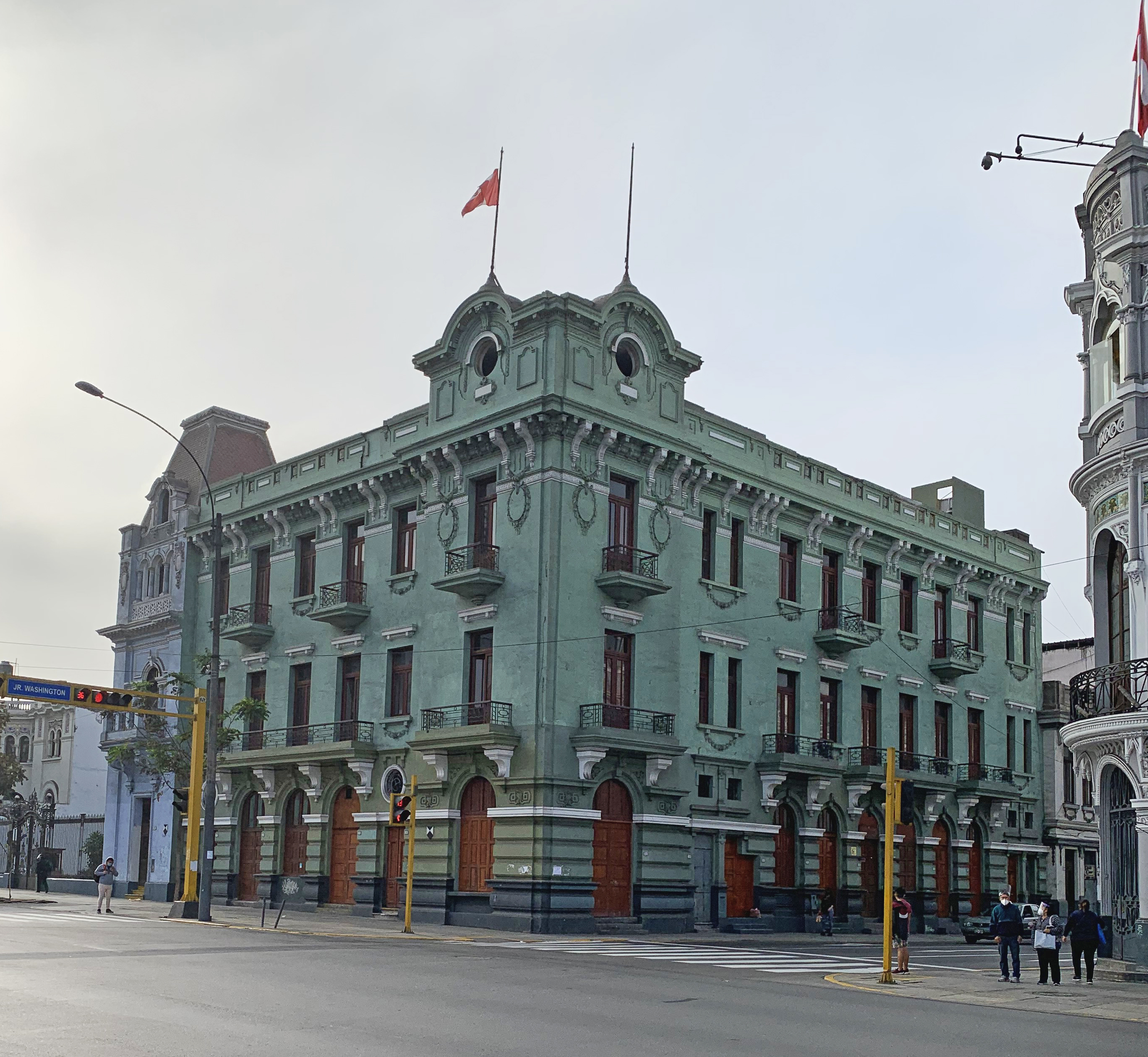
Edificio Manuel Vicente Villarán
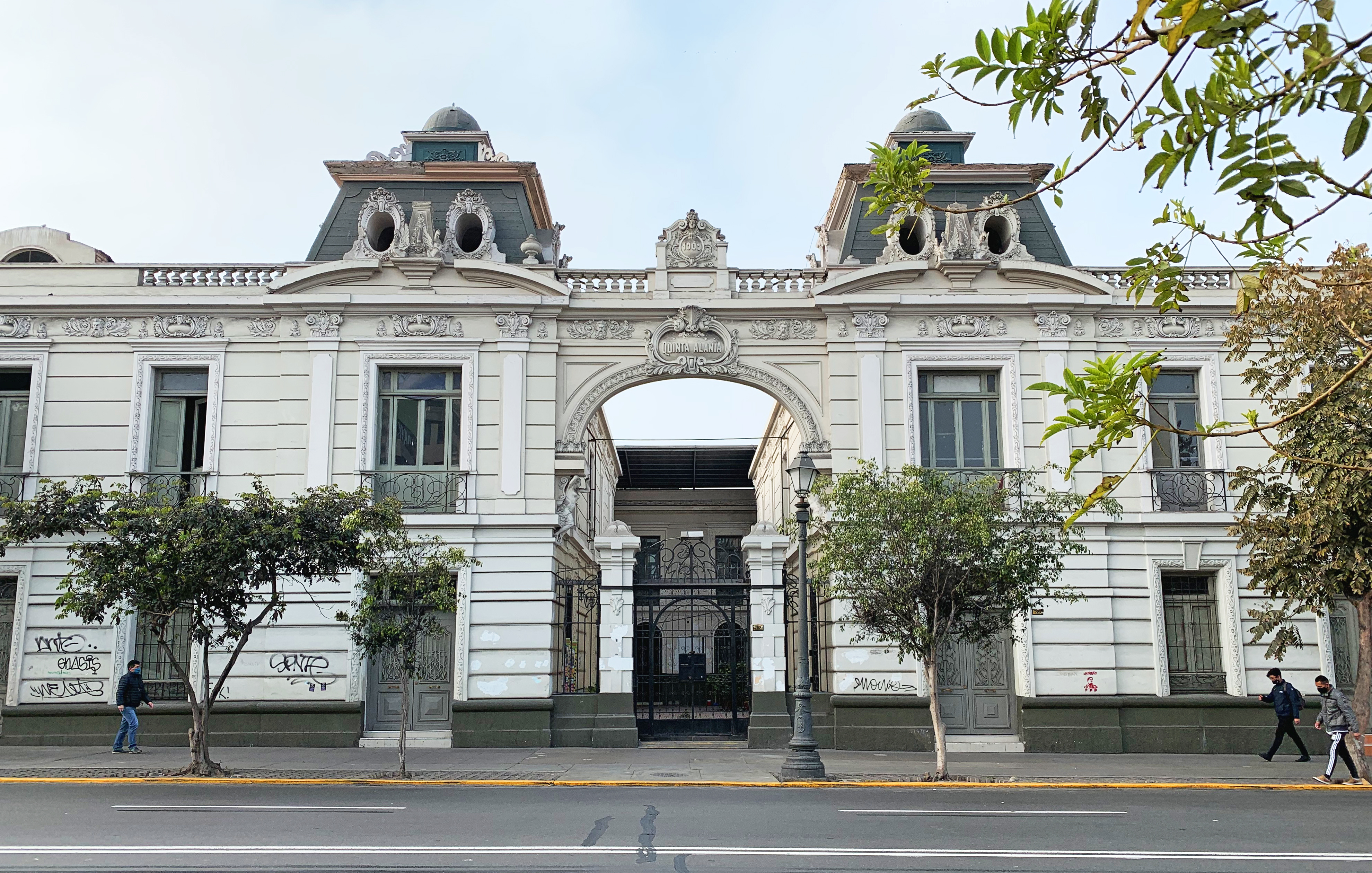
Quinta Alania
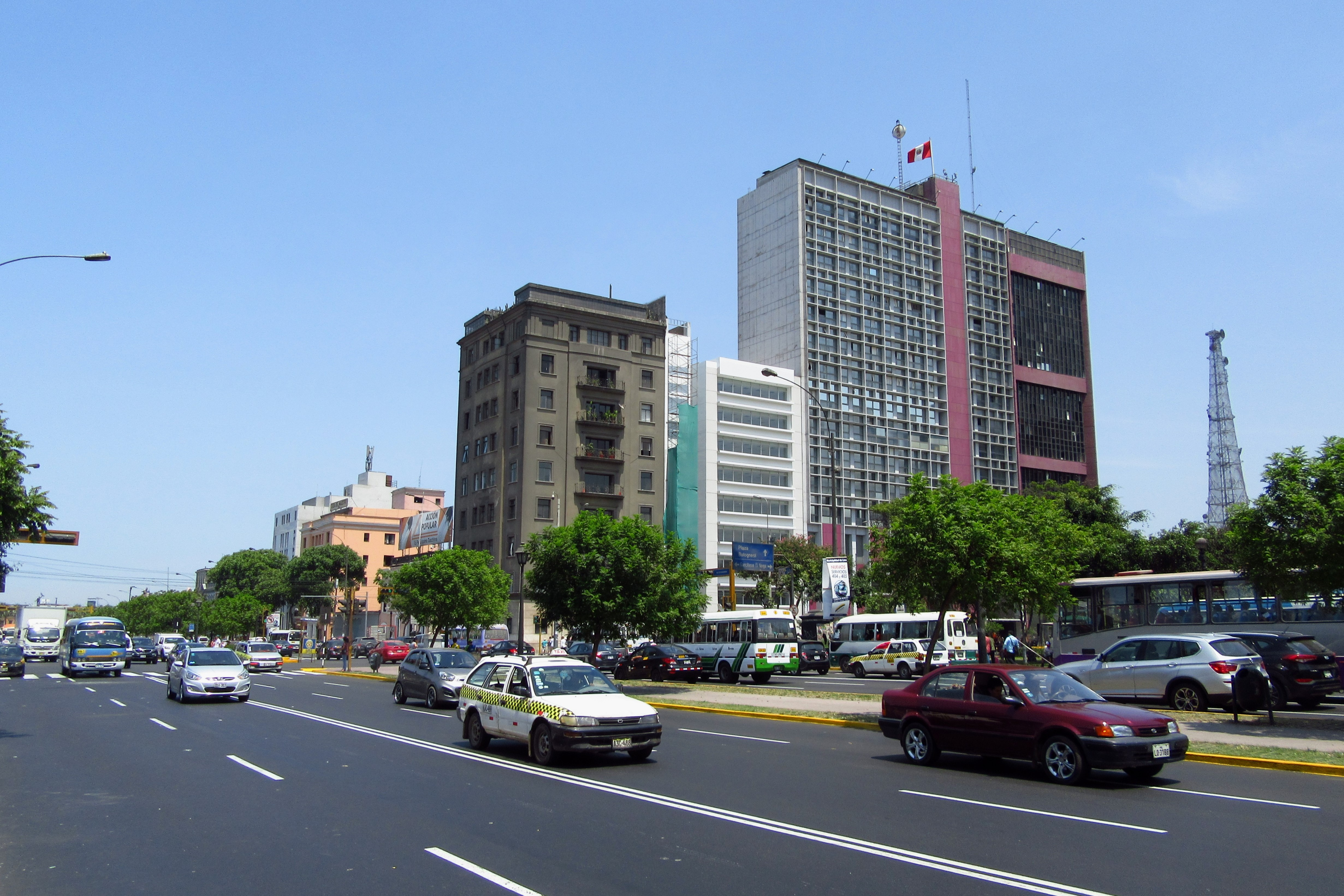
Cerca de la av Inca Garcilaso de la Vega